# Lophonectes gallus
Lophonectes gallus är en fiskart som beskrevs av Günther, 1880. Lophonectes gallus ingår i släktet Lophonectes och familjen tungevarsfiskar. Inga underarter finns listade i Catalogue of Life.